# Structurae
Structuraeとは、構造および土木構造物・建築物や技術者、建築家、建造者を扱うオンラインデータベースである。ボランティアによる寄稿で作成されており、MySQLで保存される。
2012年3月、Structuraeはジョン・ワイリー・アンド・サンズの子会社であるエルンスト・アンド・ソーンに買収された。